# LSU Tigers (honkbal)
Het LSU Tigers honkbalteam vertegenwoordigt de Louisiana State University in NCAA Division I college honkbal. Het team speelt in divisie west van de Southeastern Conference. De Tigers spelen hun wedstrijden in Alex Box Stadium, Skip Bertman Field gelegen op de campus van de universiteit in Baton Rouge. De huidige coach is Jay Johnson.

## Geschiedenis

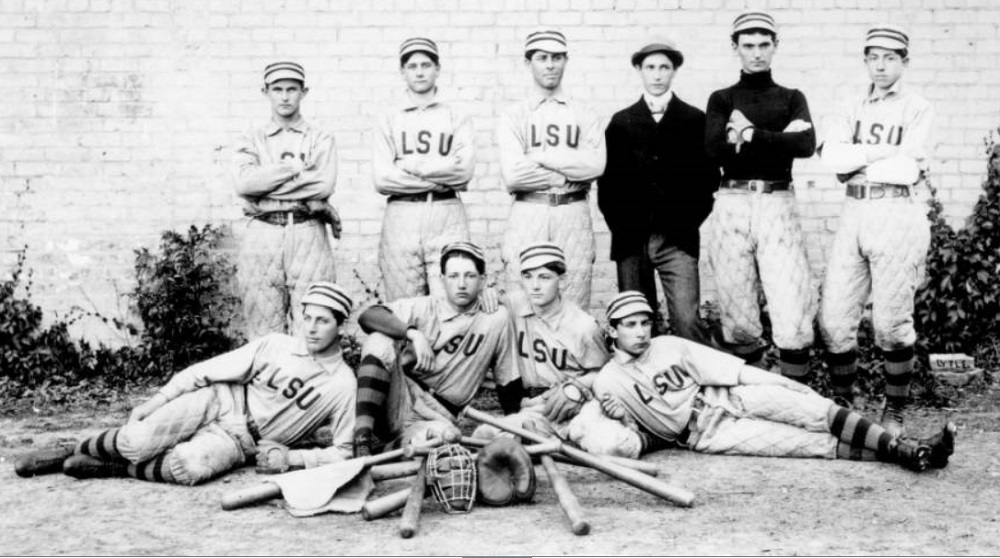
De LSU Tigers in 1900

Op 13 mei 1893 wordt er voor het eerst een honkbalwedstrijd gespeeld door de LSU Tigers, tegen Tulane. Ze wonnen de wedstrijd met 10-8.

### Harry Rabenhorst (1927-1956)
Na sinds 1925 te zijn begonnen als coach van het basketbalteam van LSU, werd Harry Rabenhorst in 1927 ook coach van het honkbalteam. Hij zou de honkbalcoach met langste aanstelling in de geschiedenis van de LSU Tigers worden. Hij coachte het honkbaltaem van 1927 tot 1942, toen hij ging vechten in de Tweede Wereldoorlog. In 1946 kwam hij terug, om tot 1956 coach van het honkbalteam te blijven. Daarmee was hij in totaal 25 jaar coach van de LSU Tigers. Hij won twee keer het kampioenschap van de Southeasern Conference en werd in diezelfde jaren (1939 en 1946) verkozen tot SEC Coach of the Year.
Van 1943 tot 1945 werden de LSU Tigers gecoacht door A. L. Swanson, in afwezigheid van Harry Rabenhorst. In 1943 wonnen ze onder Swanson het SEC kampioenschap.

### Skip Bertman (1984-2001)
Na college honkbal te hebben gespeeld bij Miami, coach te zijn geweest op middelbare school niveau, en assistent coach te zijn geweest bij Miami, werd Skip Bertman aan het begin van seizoen 1984 hoofdcoach bij LSU.
Onder Skip Bertman zou LSU zijn grootste successen beleven. In 1985, Bertman's tweede seizoen, kwalificeerde LSU zich voor het eerst in tien jaar voor de postseason. In 1985, 1987, 1989 en 1990 bereikte LSU onder Skip Bertman de College World Series.

#### Nationaal kampioen in 1991
De LSU Tigers wonnen in 1991 voor het eerst in zijn historie de College World Series, na Wichita State te hebben verslagen in de finale.

#### Nationaal kampioen in 1993
In 1993 won LSU zijn tweede nationale kampioenschap, na wederom Wichita State te hebben verslagen in de College World Series.

#### Nationaal kampioen in 1996
In 1996 versloegen de LSU Tigers achtereenvolgens Wichita State, Florida, nogmaals Florida en tot slot Miami in de College World series, waarmee ze hun derde nationale kampioenschap wonnen.

#### Nationaal kampioen in 1997
LSU begon het seizoen 1997 met 19 overwinningen op rij, waardoor ze (met het vorige seizoen erbij opgeteld) 27 wedstrijden op rij ongeslagen waren.
In de College World Series versloegen de Tigers Rice in de openingswedstrijd, waarna ze twee maal van Stanford wonnen. In de finale werd met 13-6 van Alabama gewonnen, waarmee LSU het eerste team sinds Stanford in 1987 en 1988 werd dat achtereenvolgende nationale kampioenschappen won. Het kampioenschap betekende daarnaast het vierde kampioenschap in 7 jaar tijd.

#### Nationaal kampioen in 2000
Tijdens de College World Series versloeg LSU allereerst Texas, met 13-5. In de tweede wedstrijd werd USC met 10-4 verslagen, waarna in de derde wedstrijd ook Florida State werd verslagen, met 6-3. In de finaleronde werd Stanford verslagen.

#### Pensioen
Na 17 jaar de coach te zijn geweest van de LSU Tigers, ging Skip Bertman na het seizoen 2001 met pensioen. Hij won 826 wedstrijden, 7 SEC kampioenschappen en 5 nationale kampioenschappen met LSU.

### Jay Johnson (2022-heden)
Aan het begin van het seizoen 2022 werd Jay Johnson aangetrokken als nieuwe coach, nadat Paul Mainieri had aangekondigd met pensioen te gaan.

#### Nationaal kampioen in 2023
Aan het begin van het seizoen 2023 wist Jay Johnson met onder andere Tommy White en Paul Skenes een aantal veelbelovende spelers aan te trekken.
Voor het eerst sinds 2017 wisten de Tigers zich te kwalificeren voor de College World Series. Na een 6-3 overwinning op Tennessee in de openingsronde, verloor LSU van Wake Forest. Na in het verliezersschema wederom te winnen van Tennessee, wist LSU twee keer van Wake Forest te winnen, waarmee ze zich plaatsten voor de best-of-three finaleronde. Hierin waren de Florida Gators de tegenstander. Na de eerste wedstrijd met 4-3 te hebben gewonnen, ging LSU in de tweede wedstrijd met 4-24 hard onderuit. In de laatste, beslissende wedstrijd werd echter met 18-4 gewonnen, waardoor LSU het nationale kampioenschap veilig stelde.

## Stadion

### Alex Box Stadion, Skip Bertman Field
Alex Box Stadium, Skip Bertman Field is het honkbalstadion van de LSU Tigers in Baton Rouge, Louisiana. Het stadion heeft een capaciteit van 10.326 personen.